# Úhošť
Úhošť je vrch v Doupovských horách chráněný jako národní přírodní rezervace. Nachází se v jižní části Ústeckého kraje tři kilometry jihozápadně od Kadaně. Hora vznikla třetihorní sopečnou činností a tvoří ji horniny čedičového typu s brekciovými kontakty. Předmětem ochrany přírody je vlastní těleso stolové hory se souborem přirozených skalních, křovinných, lesních, travinných a vodních ekosystémů.
V chráněném území se vyskytuje mnoho zvláště chráněných a ohrožených druhů rostlin a živočichů. Mezi nejvíce ohrožené patří kavyl Smirnovův, vstavač mužský, hrachor pačočkový nebo hořinka východní. Z bezobratlých živočichů se zde vyskytuje kriticky ohrožený motýl okáč metlicový a z obratlovců například užovka stromová, sokol stěhovavý nebo výr velký.
Vrcholová plošina Úhoště byla osídlena od neolitu do poloviny dvacátého století, kdy zanikla vesnice Úhošť. Existenci hradiště na Úhošti se nepodařilo spolehlivě prokázat.

## Historie
August Sedláček v roce 1882 publikoval článek, v němž na základě jazykové podobnosti na Úhošť situoval Wogastisburg. Od té doby je jedním z často zmiňovaných míst, kde se v roce 631 nebo 632 mohla odehrát bitva mezi Sámovým kmenovým svazem a Franskou říší. Podobného názoru jako Sedláček byli později např. Václav Novotný (1912), Lubor Niederle (1919), Rudolf Käubler (1937) či Gerard Labuda (1949).[zdroj?] Vrcholová plošina byla osídlena od neolitu, ale existence pravěkého ani raně středověkého hradiště na Úhošti nebyla potvrzena. Z období sedmého až desátého století nebyly nalezeny žádné artefakty, které by spojení lokality s Wogastisburkem potvrdily.

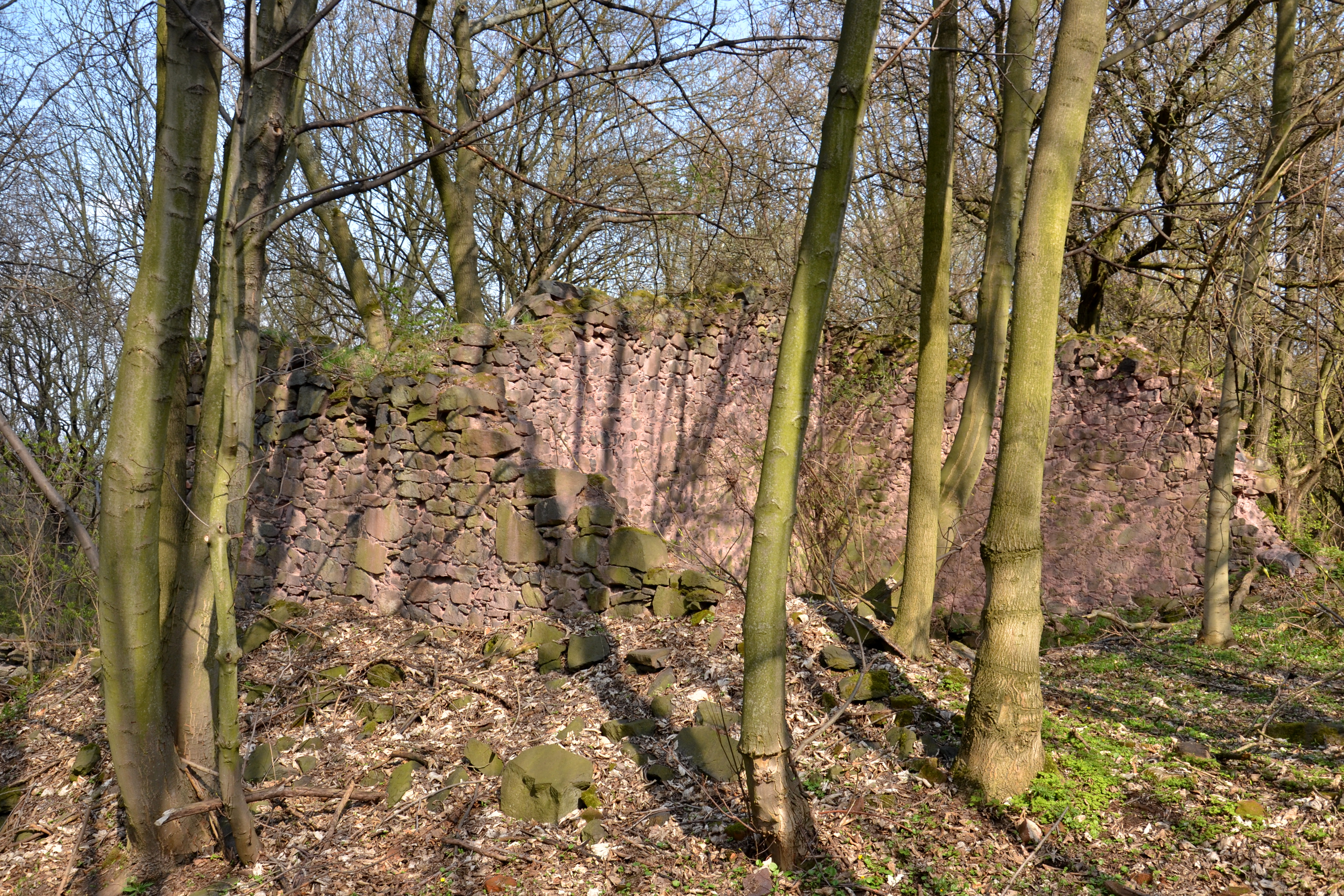
Zřícenina jednoho z domů v místech zaniklé vesnice

Od středověku na vrcholové plošině stála vesnice Úhošť zmiňovaná poprvé roku 1401. Žilo v ní okolo 30–50 obyvatel, kteří se živili pěstováním obilí a chovem dobytka. Po roce 1950 vesnice zanikla postupným vysídlením. Se zánikem vesnice ustalo zemědělské využívání území. Pouze po krátkou dobu se dřívější zemědělské plochy využívaly k letní pastvě skotu, kvůli které bylo vybudováno letní ustájení dobytka a do míst jižně od vesnice se svážel hnůj. Pastviny nebyly zabezpečeny a dobytek narušoval i stepní svahy. Ukončení zemědělské činnosti vedlo také k postupnému zarůstání pastvin a luk, které se proměňují ve středoevropský opadavý les, jenž nahrazuje původní cenná xerofilní stanoviště s výskytem vzácných a ohrožených druhů rostlin a živočichů.

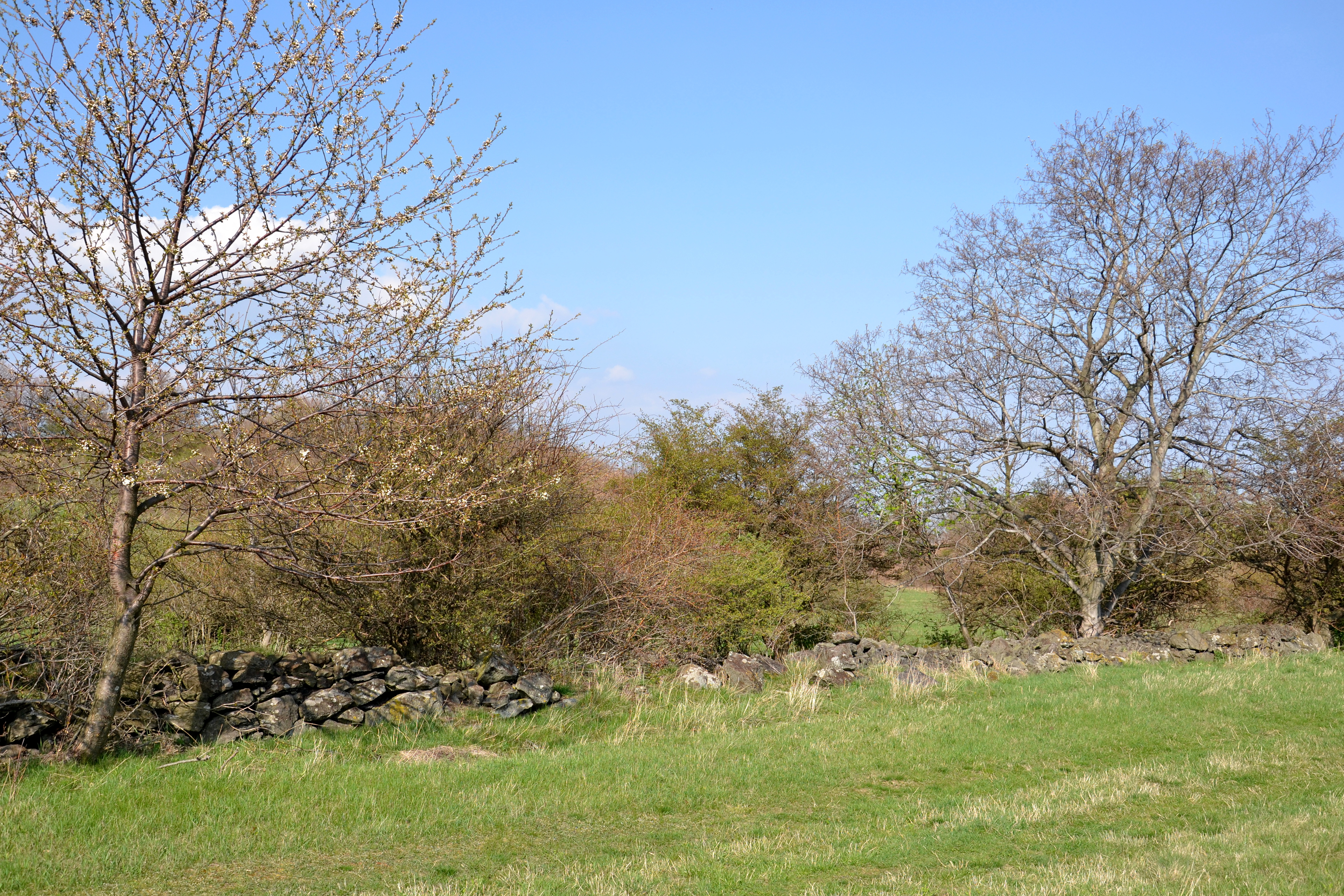
Stará mez na vrcholové plošině

Chráněné území poprvé vyhlásilo Ministerstvo kultury ČSR dne 4. října 1974 v kategorii státní přírodní rezervace. Nově bylo přehlášeno ministerstvem životního prostředí s účinností od 1. února 2016. Přitom došlo k rozšíření chráněného území o vrcholovou plošinu (do té doby bylo součástí rezervace jen úbočí) a bývalé vojenské cvičiště Naše radost, které se nacházelo mezi vrchem, Pokuticemi a Kadaňskou Jesení. Na západě se rezervace rozšířila do pravostranné části údolí Donínského potoka. Menší oblasti byly připojeny i na severním a jižním úpatí.
Správcem chráněného území je Agentura ochrany přírody a krajiny ČR – regionální pracoviště Správa Chráněné krajinné oblasti Slavkovský les.

## Přírodní poměry
Chráněné území měří 344,9124 hektaru a nachází se v nadmořské výšce 320–592 metrů v katastrálních územích Pastviny, Pokutice, Suchý Důl u Klášterce nad Ohří, Úhošť, Úhošťany a Zásada u Kadaně.

### Geologie
Úhošť představuje pozůstatek samostatného vulkanického tělesa. Jeho geologickou stavbu tvoří silná vrstva oligocenních tufů v podloží, na kterých leží 120 metrů mocná vrstva devíti lávových příkrovů. Střídání vrstev láv a tufů bývalo do devadesátých let považováno za doklad stratovulkanického charakteru Doupovských hor. Většina tzv. tufových poloh je nověji považována za brekciové povrchy lávových proudů. Jednotlivé lávové proudy jsou tvořené čedičovými horninami nefelinitem, tefritem, pikrobazaltem a bazaltem.
Zdrojem lávových proudů byl nejspíše rezervoár se dvěma magmatickými krby, které sdílely stejnou přívodní dráhu, kterou magma pronikalo k povrchu. Nejstarší proudy jsou staré přibližně 29 milionů let a tvoří je tefrit nebo bazanit. Překrývají je bazalty, nad nimiž se nachází polohy lávy pikrobazaltového složení staré asi 27 milionů let. Vrcholové vrstvy jsou nejmladší (asi 22 Ma) a tvoří je bazaltové lávy.
Podložní tufy obsahují polohy vápenců a seladonit, který se jako tzv. kadaňská hlinka těžil v drobných šachtách v okolí Úhošťan a ve větším hlubinném dole u Brodců. Polohy seladonitu měly mocnost až jeden metr a získaný materiál se používal jako hnojivo a k výrobě zelené barvy určené pro fasády budov, tapet, dřevěných hraček ale i k nátěrům lodí. Těžba skončila v padesátých letech dvacátého století.

### Geomorfologie

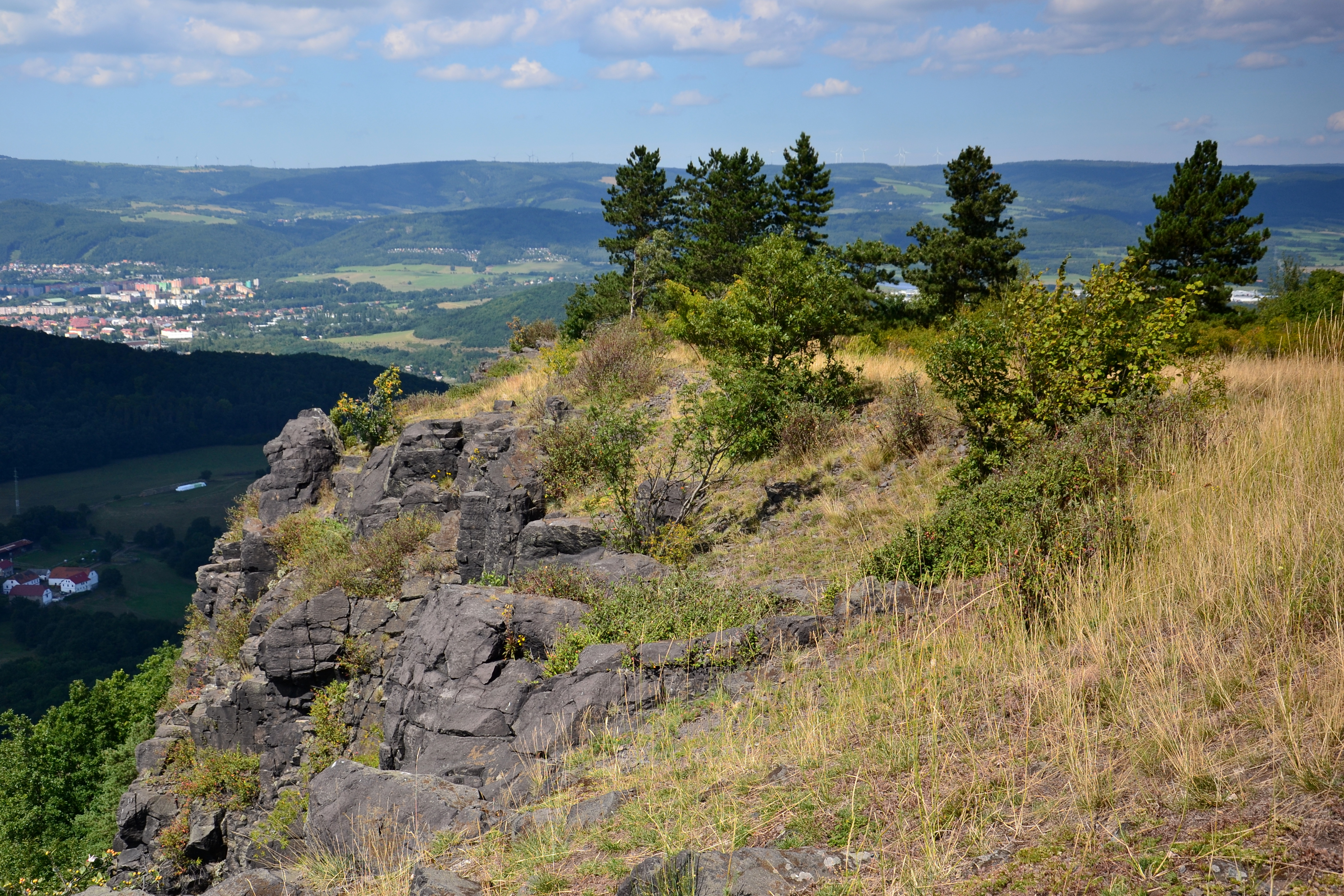
Okraj vrcholové plošiny na západě

Úhošť je v geomorfologickém členění částí celku Doupovské hory, okrsku Jehličenská hornatina a podokrsku Martinovská hornatina. Vrch s nadmořskou výškou 592 metrů má charakter stolové hory s vrcholovou plošinou mírně ukloněnou směrem k severovýchodu. V jižní části se nachází vrcholový hřbet, který vznikl denudací tefritového lávového proudu. Na základě skluzových ploch odhalených vrtem poblíž Brodců se předpokládá, že tvar a pozice horninového bloku hory je výsledkem gravitačního posouvání způsobeného zahlubováním údolí Ohře a odplavováním usazenin Mostecké pánve. Západní a severní úpatí kopce bylo v minulosti postiženo rotačními a kernými sesuvy různého stáří, jejichž celková rozloha je přibližně 4–5 km².
Na skalních výchozech je místy patrná sloupcová odlučnost horniny. Části svahů bez skalních výchozů jsou pokryté čtvrtohorními kamenito-hlinitými sedimenty. Na severní a západní straně se objevují sutě a na západě a severozápadě také spraše a sprašové hlíny.

### Pedologie
Půdy jsou na Úhošti mělké a skeletovité. Vyvinula se zde řada půdních typů, z nichž převládají různé druhy kambizemí (60,5 %). Vyskytují se zde také litozemě (13 %), rankery (17 %) a hnědozem (9,5 %). Jejich hloubka se mění podle polohy v terénu. Na vrcholech a hřbetech jsou půdy mělké a jejich mocnost roste v úžlabinách a na úpatí svahů. Z půdních druhů převládají přechodné varianty hlinitých půd.

### Vodstvo
Lokalita se nachází na pravé straně údolí Ohře. Kopec obtékají Donínský potok ze západu a Úhošťanský potok z východu. Vodu ze severních svahů odvádí do Ohře drobné vodní toky. Na vrcholové plošině se nachází dvě vodní plochy s vlastními prameny a celkovou rozlohou 0,13 hektaru.

### Podnebí
V rámci Quittovy klasifikace podnebí Úhošť náleží do mírně teplé oblasti MT7, pro kterou jsou typické průměrné teploty −2 až −3 °C v lednu a 16–17 °C v červenci. Roční úhrn srážek dosahuje 650–750 milimetrů, počet letních dnů je 30–40, mrazových dnů 110–130 a sníh v ní leží 60–80 dnů v roce. Kopec se nachází ve srážkovém stínu Krušných hor.

### Flóra

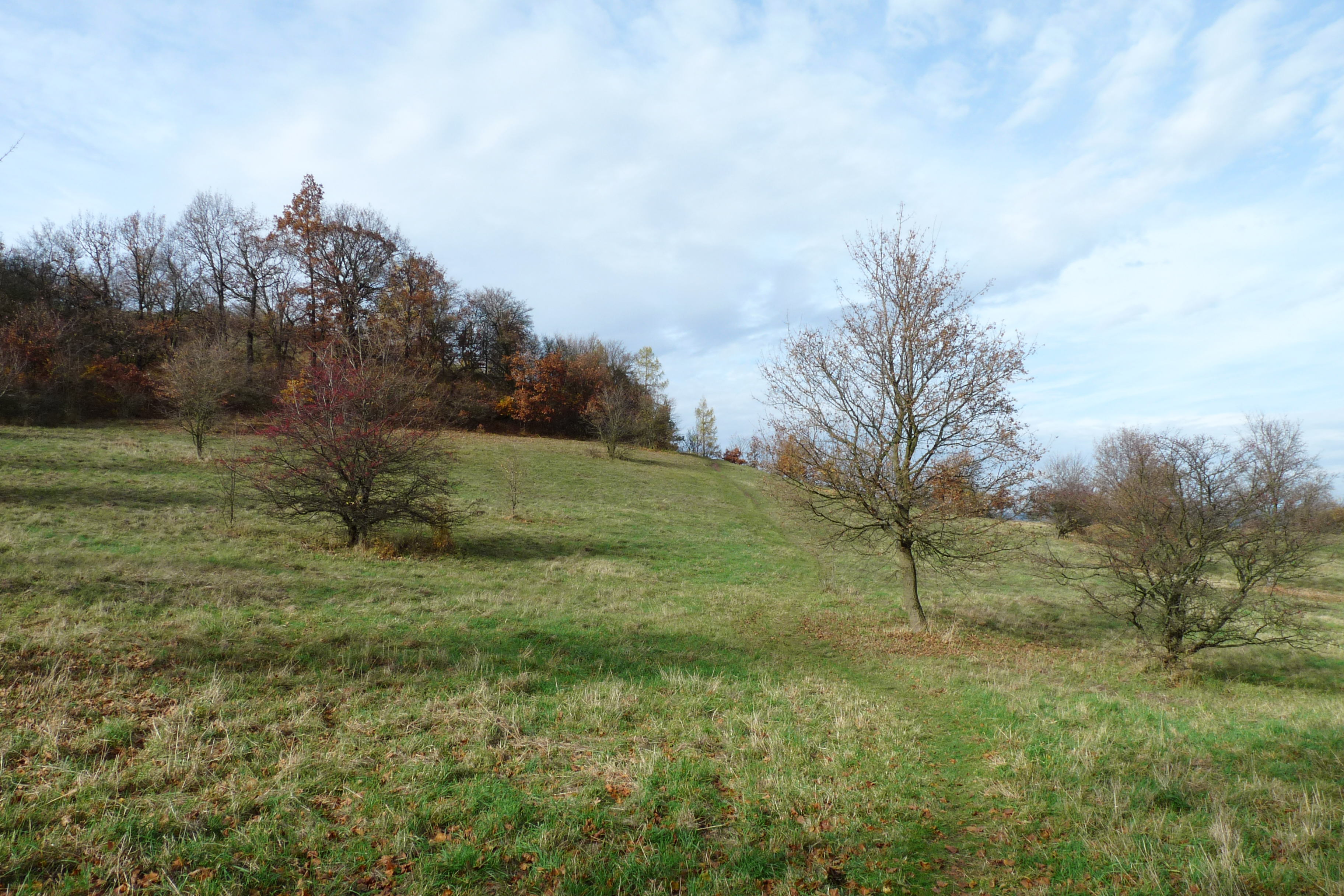
Pastvina na vrcholové plošině

V oblasti Úhoště se vyskytuje zhruba 560 cévnatých rostlin. K nejcennějším rostlinným formacím patří stepi, travnaté porosty stepního charakteru a lesostepi. V těchto formacích se nachází mnoho zvláště chráněných rostlin – tařice skalní (Aurinia saxatilis), bělozářka liliovitá (Anthericum liliago), hvozdík sivý (Dianthus gratianopolitanus), pětiprstka žežulník (Gymnadenia conopsea), koniklec luční český (Pulsatilla pratensis subsp. bohemica), několik druhů kavylů (Stipa sp.). Vzácný je kavyl olysalý (Stipa smirnovii). V listnatých lesích a křovinách roste kruštík širolistý pravý (Epipactis helleborine), lilie zlatohlávek (Lilium martagon), plamének přímý (Clematis recta), a medovník velkokvětý (Melittis melissophyllum).

### Fauna
Úhošť je velmi významná zoologická lokalita. Hnízdí zde výr velký (Bubo bubo), vyskytuje se ještěrka obecná (Lacerta agilis), ještěrka živorodá (Zootoca vivipara), slepýš křehký (Anguis fragilis), užovka hladká (Coronella austriaca), užovka obojková (Natrix natrix) a zmije obecná (Vipera berus). Můžeme zde nalézt i významné bezobratlé živočichy: oblovka drobná (Cochlicopa lubricella) a drobnička (Pupilla triplicata).
Během entomologického výzkumu zaměřeného na fytofágní a saprolytické brouky uskutečněného v letech 2018–2019 bylo na Úhošti nalezeno 46 druhů z čeledi mandelinkovitých (Chrysomelidae). Z nich jsou v Červeném seznamu ohrožených druhů České republiky Entomoscelis adonidis, Chrysolina analis a Timarcha goettingensis goettingensis zařazeny mezi kriticky ohrožené a Cassida panzeri, Cryptocephalus schaefferi schaefferi a Cryptocephalus vittatus mezi ohrožené druhy. K vzácně se vyskytujícím druhům v Česku patří také Cassida prasina.

## Ochrana přírody

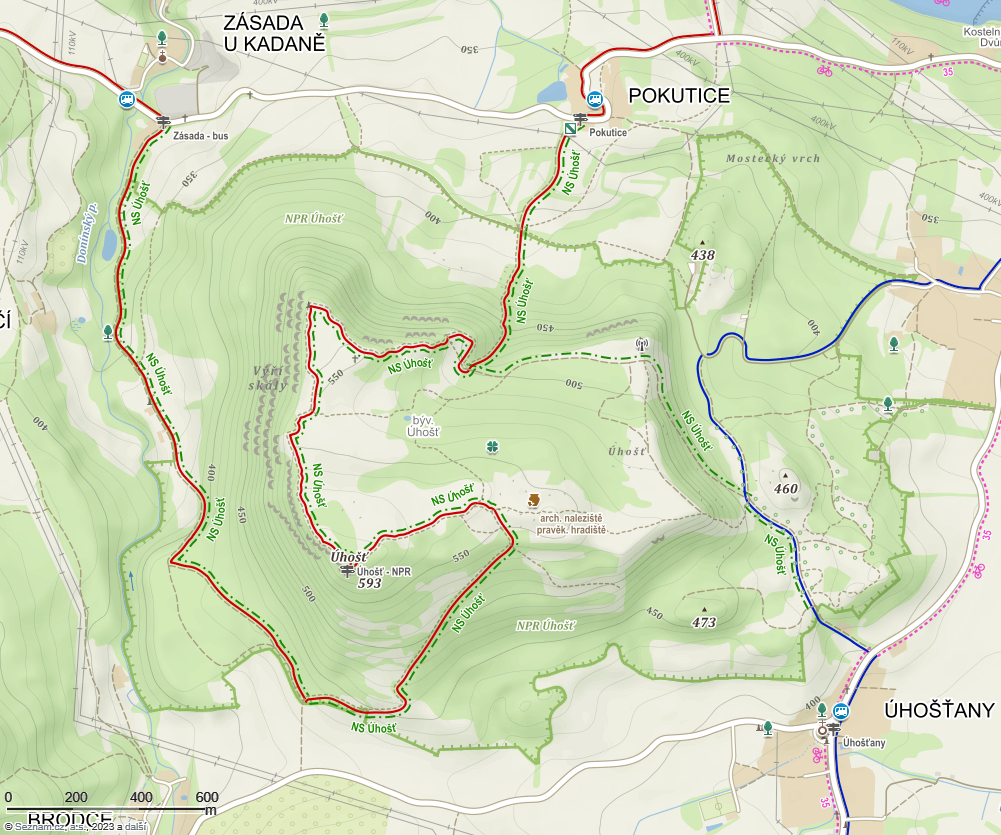
Turistická mapa Úhoště

Národní přírodní rezervace Úhošť se překrývá s evropsky významnou lokalitou Doupovské hory a se stejnojmennou ptačí oblastí. V západní části roste v údolí Donínského potoka lípa srdčitá chráněná od roku 1997 pod názvem Meziříčská lípa jako památný strom. Lípa je přibližně 25 metrů vysoká a její obvod kmene měří asi 350 centimetrů.
Předmětem ochrany, kvůli kterému byla vyhlášena národní přírodní rezervace, je samotná stolová hora a na ni vázaný soubor ekosystémů, k nimž patří:
- skalní vegetace s kostřavou sivou (5 %),
- úzkolisté suché trávníky (5 %),
- širokolisté teplomilné trávníky s význačným zastoupením vstavačovitých a jalovce (5–8 %),
- acidofilní suché trávníky (8–10 %),
- suché bylinné lemy (do 5 %),
- nízké xerofilní křoviny (3 %),
- hercynské dubohabřiny (10 %),
- suťové lesy (do 5 %),
- květnaté bučiny (do 5 %),
- středoevropské bazifilní teplomilné doubravy (3 %).[23]

Území rezervace patří k nejzachovalejším lokalitám tohoto typu. Mezi hlavní druhy jejího ohrožení patří zejména zarůstání bezlesých ploch, které postihuje především dříve uměle odlesněné pastviny, ale i primární bezlesé plochy s charakterem stepi nebo skalnaté stepi. Negativně působí také rozrývání půdního pokryvu černou zvěří a nelegální jízdy terénních motocyklů a čtyřkolek.
Cílem ochrany přírody v rezervaci je podpora přirozených procesů v lesních porostech, odstranění nepůvodních dřevin, uchování stepních společenstev a mokřadních druhů, odstranění antropogenních jevů a zachování geologických profilů.

## Přístup

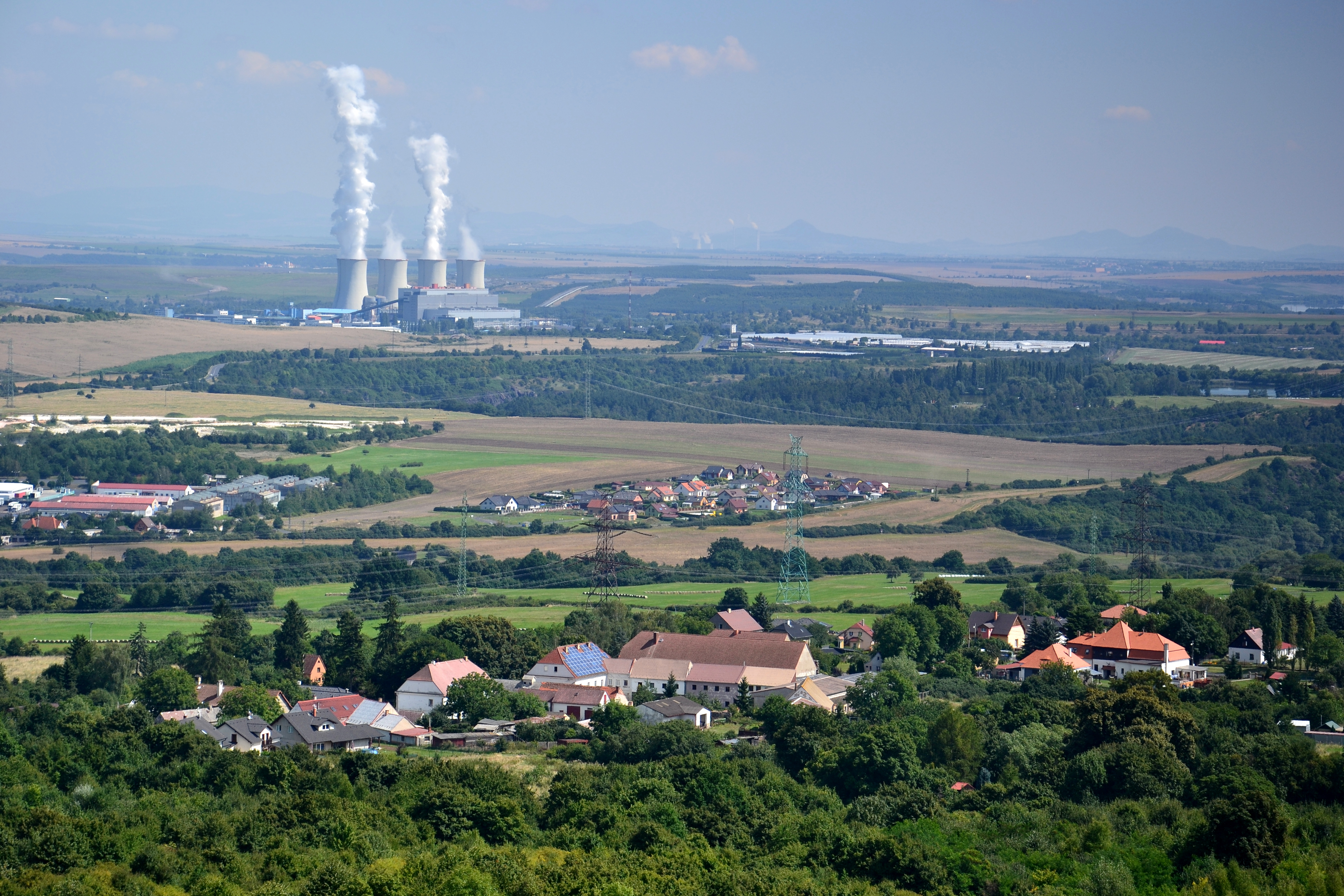
Žatecká pánev s Kadaňskou Jesení a tušimickou elektrárnou z východního okraje vrcholové plošiny

Na vrcholovou plošinu Úhoště vedou cesty z Brodců, Pokutic, Kadaňské Jeseně a Úhošťan. Podél cesty z Pokutic je červeně značená turistická trasa, která pokračuje okolo západního okraje plošiny, sestoupí jižním úbočím směrem k Brodcům a dále údolím Donínského potoka do Zásady u Kadaně. Celková délka červeně značené trasy v rezervaci je 5,57 kilometru s převýšením 273 metrů. Souběžně s trasou je vedena také naučná stezka Úhošť, ze které odbočuje značená odbočka do Úhošťan. Celková délka naučné stezky je asi 7,5 kilometru. Východním úbočím vede také modře značená turistická trasa z Kadaňské Jeseně do Úhošťan.